# Municipio de Sullivant
El municipio de Sullivant (en inglés: Sullivant Township) es un municipio ubicado en el condado de Ford en el estado estadounidense de Illinois. En el año 2010 tenía una población de 510 habitantes y una densidad poblacional de 4,16 personas por km².

## Geografía
Según la Oficina del Censo de los Estados Unidos, el municipio tiene una superficie total de 122.74 km², de la cual 122,47 km² corresponden a tierra firme y (0,22 %) 0,27 km² es agua.

## Demografía
Según el censo de 2010, había 510 personas residiendo en el municipio de Sullivant. La densidad de población era de 4,16 hab./km². De los 510 habitantes, el municipio de Sullivant estaba compuesto por el 96,67 % blancos, el 0,39 % eran amerindios, el 1,96 % eran de otras razas y el 0,98 % eran de una mezcla de razas. Del total de la población el 3,53 % eran hispanos o latinos de cualquier raza.